# 商瑞华
商瑞华（1944年11月18日—），北京市人，中国足球教练，曾两度出任中国国家女子足球队主教练（1988年-1991年、2008年-2010年）。
商瑞华1960年进入北京市足球队踢球，1973年退役，其后出任北京青年队教练。1982年开始，商瑞华担任北京女足主教练，1987年率队获得了全运会冠军。1988年，商瑞华接手中国女足，将其打造成为世界劲旅。但是在1991年第一届女子足球世界杯的四分之一决赛中，中国队在全场主动的情况下0-1负于瑞典国家女子足球队，未能打入四强，商瑞华引咎辞职。
其后，商瑞华曾先后担任大连万达足球俱乐部、天津泰达足球俱乐部的助理教练，以及四川绵阳足球俱乐部主教练等职。2002年重返女足教练岗位，担任河北女足主教练。2005年后担任中国国家青年女足主教练，夺得世界青年锦标赛亚军。2008年，商瑞华重新担任中国女足主教练。